# بازی‌های پان‌ارمنی
بازی‌های پان‌ارمنی (ارمنی: Համահայկական խաղեր) یک رویداد ورزشی انفرادی و تیمی مختص ارامنه دنیا می‌باشد که میان ارمنیان کشور ارمنستان و سایر ارامنه ساکن در کشورهای دیگر دنیا در ایروان پایتخت ارمنستان برگزار می‌شود.

## شرایط حضور در مسابقات
شرایط حضور در مسابقات پان‌ارمنی به کشور شرکت کنندگان بستگی ندارد بلکه می‌بایست شرکت کنندگان در مسابقه از تبار ارمنی برخوردار باشند.

## تاریخچه
ایده برگزاری مسابقات پان‌ارمنی برای نخستین بار توسط دیپلمات شوروی به نام آشوت ملیک شهنازاریان به وجود آمد، زمانی که وی در برازاویل پایتخت جمهوری کنگو که برای مسابقات کشورهای آفریقایی در سال ۱۹۶۵ آماده می‌شد حضور داشت، جرقهٔ چنین فکری برای ارامنه به فکر شهنازاریان زده شد اما از آنجا که ارمنستان زیرنظر شوروی بود طرح چنین مسابقاتی تا استقلال ارمنستان به سال ۱۹۹۱ به طول انجامید.
در نشست مؤسسین در تاریخ ۳۰ آوریل ۱۹۹۷ در ایروان، کمیته جهانی از بازی‌های پان‌ارمنی (WCPAG)، با کمک اتحادیه‌های سنتی ارمنی خارج از کشور و سازمان فرهنگی ورزشی ایرانی ارمنی «آرارات» تأسیس شده‌است. نمایندگان سازمان‌های دولتی و عمومی ارمنستان، قره باغ و همچنین جوامع ارامنه از ایران، آرژانتین، ترکیه، استرالیا، آلمان، کانادا، قبرس، فرانسه و… کشورهای عضو این مسابقات شدند.
امروز، WCPAG یک سازمان غیردولتی است، که سازمان‌های بین‌المللی با همکاری کمیته بین‌المللی المپیک (IOC)، یونسکو، شورای اروپا و واحد بین‌المللی ورزش در توسعه ورزش در ارمنستان کمک می‌کنند.

## بازی‌ها
بازی‌های پان‌ارمنی در انواع ورزش‌های فردی و تیمی در میان ورزشکاران از جمهوری ارمنستان و ورزشکاران دارای‌تبار ارمنی از کشورهای دیگر است. شرکت کنندگان از اقصی نقاط جهان در مسابقات تحت عنوان شهرشان شرکت می‌کنند. هیئت‌های شرکت‌کننده در ابتدا از ۶۲ شهر شامل ۲۳ کشور بودند که در آخرین دوره این مسابقات حدود ۳۲۰۰ ورزشکار از ۱۲۵ کشور حضور داشتند. ورزش‌های بازی‌های پان‌ارمنی را به‌طور عمده فوتبال، مینی فوتبال، بسکتبال، والیبال، شنا، بدمینتون، تنیس، تنیس روی میز، شطرنج و دو و میدانی تشکیل می‌دهد.

## حضور چشم گیر ایرانیان ارمنی
در آخرین دوره المپیک ارامنه ۳۵۰ ورزشکار ایرانی از شهرهای تهران، اصفهان، تبریز، ارومیه و روستای گردآباد شرکت کرده بودند که در این میان سهم هیئت تهران با ۱۶۰ نفر بیشتر از دیگران بود.
ورزشکاران ارامنه ایران در آخرین دوره المپیک ارامنه جهان در سال ۲۰۱۱ با کسب ۵ مدال طلا ۱ مدال نقره و ۴ مدال برنز بعد از کشور میزبان به عنوان نایب قهرمانی نائل آمدند.
تیم ارومیه نیز کاپ اخلاق مسابقات را از آن خود کرد.

## بازی‌ها
«Opening Ceremony of 7th Pan-Armenian Games Will Be Held in Artsakh». دریافت‌شده در ۲ ژوئیه ۲۰۱۹.
|     | Year | Date                   | Sports | Athletes | Cities (Countries) |
| --- | ---- | ---------------------- | ------ | -------- | ------------------ |
| I   | 1999 | 28 August- 5 September | ۷      | ۱۱۴۱     | ۶3 (23)            |
| II  | 2001 | 18 - 26 August         | ۹      | ۱۴۱۹     | ۸2 (27)            |
| III | 2003 | 16 - 24 August         | ۱۰     | ۱۵۵۹     | ۸2 (28)            |
| IV  | 2007 | 18 - 26 August         | ۱۰     | ۱۵۷۶     | ۹4 (28)            |
| V   | 2011 | 13 - 21 August         | ۱۰     | ۳۲۴۴     | ۱۲5 (33)           |
| VI  | 2015 | 2 - 13 August          | ۱۷     | ۶۳۵۲     | ۱۷5 (35)           |
| VII | 2019 | 6 - 17 August          | TBD    | TBD      | TBD                |

## مدال‌های شهرها
| شهر        | طلا | نقره | برنز | مجموع |
| ---------- | --- | ---- | ---- | ----- |
| ایروان     | ۵۱  | ۴۲   | ۴۷   | ۱۴۰   |
| گیومری     | ۱۵  | ۱۲   | ۱۹   | ۴۶    |
| وانادزور   | ۶   | ۸    | ۴    | ۱۸    |
| استپاناکرت | ۵   | ۴    | ۶    | ۱۵    |
| تفلیس      | ۴   | ۲    | ۲    | ۸     |
| مجموع      | ۱۱۴ | ۱۱۳  | ۱۱۴  | ۳۴۱   |